# Microcyba hamata
Microcyba hamata är en spindelart som beskrevs av Holm 1962. Microcyba hamata ingår i släktet Microcyba och familjen täckvävarspindlar. Inga underarter finns listade i Catalogue of Life.